# Стихеи

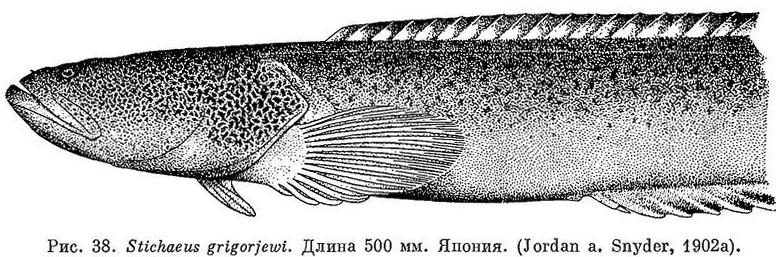
Stichaeus grigorjewi

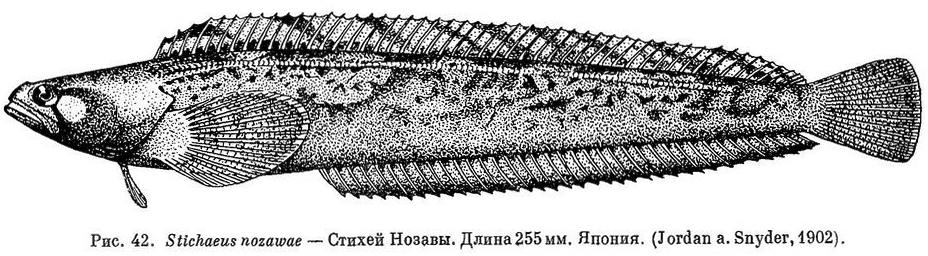
Stichaeus nozawae

Стихеи (лат. Stichaeus) — род морских лучепёрых рыб семейства стихеевых (Stichaeidae). В состав рода включают 6 видов. Эти рыбы в основном встречаются в северной части Тихого океана, а Stichaeus punctatus также в Арктике и западной части Северной Атлантики.

## Таксономия
Был впервые предложен как моновидовой род в 1836 году датским зоологом Йоханом Рейнхардтом с видом Blennius punctatus, который был описан Йоханом Кристианом Фабрициусом в 1780 году из западной Гренландии и обозначен как типовой вид. Этот род относится к подсемейству Stichaeinae семейства Stichaeidae.

## Этимология
Название рода Stichaeus означает «расположенные в ряд» и предположительно относится к ряду из 5 или 6 круглых пятен на спинном плавнике.

## Внешний вид и строение
Эти рыбы имеют умеренно удлиненное, сжатое с боков тело, покрытое крошечной циклоидной чешуей, голова лишена чешуи. На челюстях имеются зубы, также зубы есть на сошнике и нёбе. Зубы верхней челюсти расположены в два-четыре ряда, а зубы нижней челюсти образуют один ряд. Челюсти равны по длине, либо нижняя челюсть может слегка выступать за верхнюю челюсть. Голова имеет ряд сенсорных каналов, которые состоят из пор и используются для восприятия вибраций. Единственная боковая линия не достигает хвостового плавника и, по-видимому, является продолжением посторбитального сенсорного канала. Анальный плавник не имеет задних шипов. Длина этих рыб варьирует от максимальной опубликованной стандартной длины 7,9 см у S. fuscus, в то время как самыми крупными видами являются S. grigorjewi и S. nozawae, максимальная опубликованная общая длина которых составляет 60 см.

## Распространение и среда обитания
В основном встречаются в северо-западной части Тихого океана, но один вид, S. punctatus, распространен в западной части Северного Ледовитого океана и северо-западной части Атлантического океана. Это прибрежные рыбы, но их можно встретить на глубине до 300 м.

## Виды
На апрель 2024 в род включается 6 видов, согласно World Register of Marine Species:
- Stichaeus fuscus Miki & Maruyama, 1986 — Бурый стихей
- Stichaeus grigorjewi Herzenstein, 1890 — Стихей Григорьева
- Stichaeus nozawae Jordan & Snyder, 1902 — Пёстрый стихей, или стихей Нозавы
- Stichaeus ochriamkini Taranetz, 1935 — Стихей Охрямкина
- Stichaeus pulcherrimus Taranetz, 1935
- Stichaeus punctatus (Fabricius, 1780) — Пятнистый стихей